# Vincenzo Fagiuoli
Vincenzo Fagiuoli (Verona, 11 settembre 1894 – Roma, 26 febbraio 1985) è stato un dirigente pubblico italiano.

## Biografia
Convinto interventista, partecipa come volontario alla prima guerra mondiale. Ferito durante la permanenza al fronte, durante la guarigione termina gli studi universitari di lettere e filosofia.
Terminata la guerra, intraprende la libera docenza presso l'università di Torino, dove viene in contatto con gli ambienti dei Fasci italiani di combattimento. A seguito di ciò, nel 1920 si iscrive al partito fascista. Grazie alla conoscenza di Alberto De Stefani, amico di famiglia e ministro della finanze, viene introdotto nel mondo finanziario.
Il suo primo incarico è presso la Società Finanziaria per l’Industria e il Commercio. Nel 1926 viene nominato consigliere delegato e direttore generale della Società Fosfati impegnata nelle miniere di Kosseir. Nel 1927 partecipa alla fondazione di SAFNI (Società Anonima Fertilizzanti Naturali Italia), e si attiva per la stipula di contratti pluriennali di esportazione del fosfato con numerosi Stati (Giappone, Grecia, Olanda, Belgio Francia, Polonia Paesi scandinavi, Gran Bretagna).
La sua carriera termina nel 1943 quando, in seguito ad alcune sue prese di posizione e scontri con alcuni gerarchi, viene sollevato da Mussolini da ogni incarico. Fa così ritorno a Verona e si stabilisce nella villa di famiglia a San Pietro in Cariano ed assume la presidenza delle Cartiere Fedrigoni, poiché nel 1924 aveva sposato Elsa Fedrigoni. Alla fine della seconda guerra mondiale, Fagiuoli è incaricato dal Ministro degli Affari Esteri e della Cooperazione Internazionale della Repubblica Italiana, Carlo Sforza, di seguire il recupero dei beni italiani sequestrati in Egitto e viene reinsediato alla presidenza della SEF. A nome del Governo italiano negozia un accordo commerciale tra l'Italia e l'Egitto, che consente di appianare il contenzioso circa le riparazioni di guerra per le operazioni militari effettuate dall'Italia nel Nord-Africa.
Gli ultimi anni della sua vita li dedica allo studio e alla sua passione per i libri, ben testimoniata dalla sua vasta biblioteca.